# 布莱斯 (加利福尼亚州)
布莱斯（Blythe）是美国加利福尼亚州里弗赛德县的一座城市。
根据2000年美国人口普查，布莱斯共有12,155人，其中白人占55.41%、非裔美国人占8.34%、土著美国人占1.43%、亚裔美国人占1.38%。